# Banca centrale del Marocco
La Bank Al-Maghrib (in arabo بنك المغرب‎?, in berbero ⴱⴰⵏⴽ ⵏ ⵍⵎⵖⵔⵉⴱ) è la banca centrale del Marocco. È stata fondata nel 1959 ed ha sede a Rabat. Detiene riserve di valuta estera con un patrimonio stimato di circa 36 miliardi di dollari americani (2008).
Oltre alla gestione della moneta, la Bank Al-Maghrib supervisiona anche un certo numero di banche private che forniscono servizi da banca commerciale. La Banca è un membro dell'Alleanza per l'inclusione finanziaria e attiva nel promuovere una politica di "inclusione finanziaria".
La valuta monetaria è il dirham marocchino (MAD), che è agganciato all'euro dal 1999 con un tasso di cambio costantemente fisso e questo ha permesso al dirham marocchino di essere una moneta abbastanza stabile, senza grandi variazioni del tasso di cambio nel breve tempo.

## Storia
L'istituzione delle prime banche in Marocco risale alla metà del XIX secolo con i primi due stabilimenti degni di nota stabiliti a Tangeri, la banca di Moses Pariente aperta nel 1844 che poi ha lavorato con la Banca Anglo-Egiziana dal 1864, e la banca di Moses Isaac Nahon, fondata nel 1860, che rappresenta la Banca di Spagna e il Crédit Lyonnais.

### Nel 1907 la Banca di Stato del Marocco
Tuttavia, lo sviluppo del settore bancario non iniziò realmente fino alla creazione nel 1907 della Banca di Stato del Marocco (in seguito al Trattato di Algeciras nel 1906) e, soprattutto, alla firma nel 1912 del Trattato di Protettorato. All'epoca l'attività bancaria non era regolamentata in quanto tale, nonostante il significativo afflusso di banche straniere in Marocco e in particolare nei mercati di Tangeri (allora zona internazionale) e Casablanca. Nel 1943 fu introdotta la prima legislazione basata sulle leggi francesi (del 1940 e del 1941) che disciplinavano le professioni bancarie.
Il sistema bancario e finanziario marocchino comprendeva un numero significativo di istituzioni bancarie. Nel 1954 c'erano 69 istituti bancari con 75 filiali (55 a Tangeri e 20 a Casablanca). Diverse organizzazioni finanziarie specializzate: la Caisse des prêts immobiliers (1919), le Caisses de Crédit Agricole (1926), la Caisse Centrale de Garantie (1949) e la Caisse marocaine des marchés (1950). La Borsa di Casablanca, fondata nel 1929, era allora chiamata Securities Clearing Office. Le prime società finanziatrici furono la DIAC Maroc (1948), la SOMAFIC (1952), la DIFEC (1953) e l'ACRED (1954).

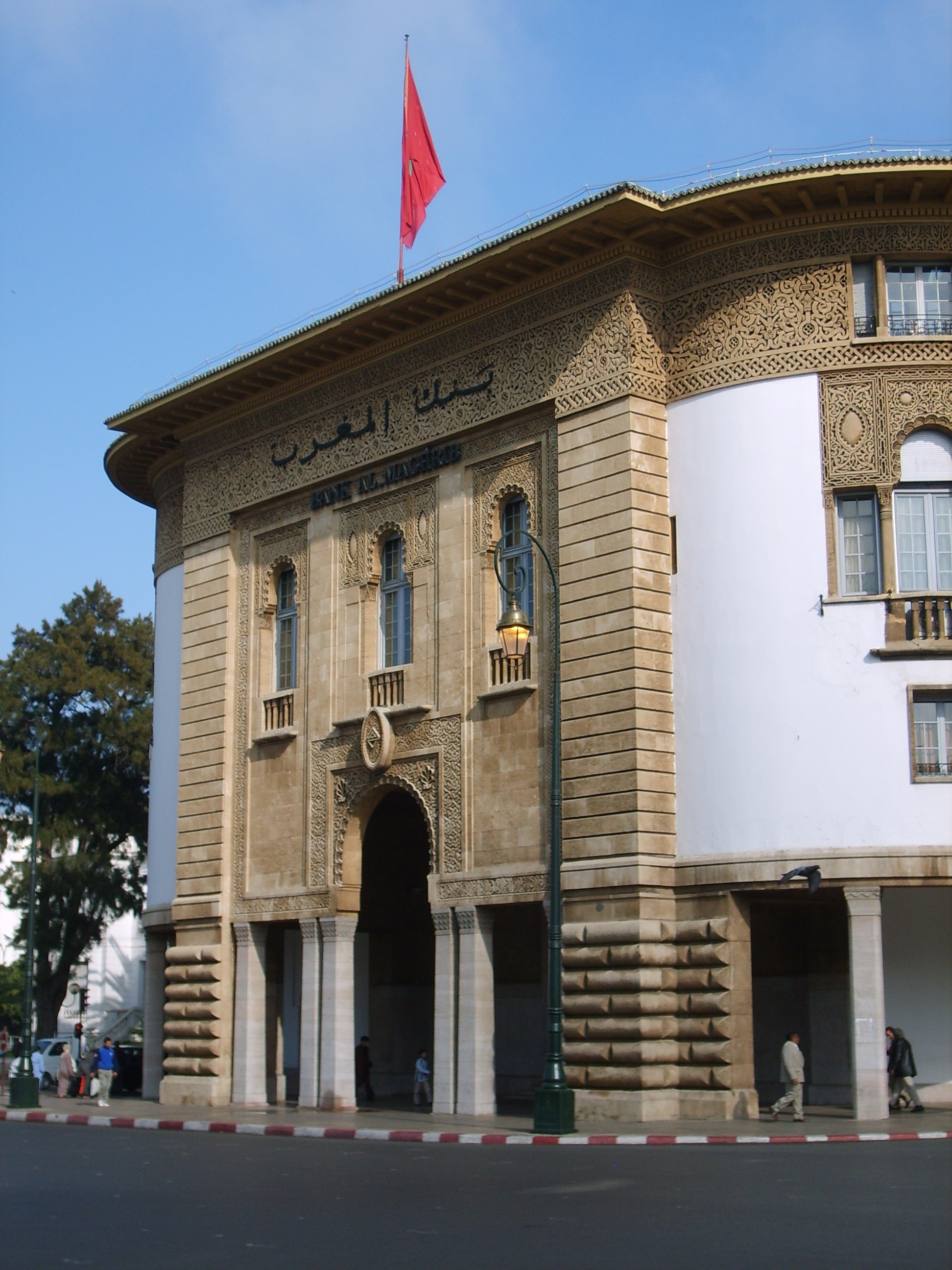
Sede storica della Bank Al-Maghrib

Nel 1958, il governo marocchino iniziò i negoziati con la Francia e la Banca di Stato del Marocco per rivendicare per sé il diritto di emettere moneta. Il decreto n° 1.59.233 del 30 giugno 1959 creò la Banque du Maroc, che assunse l'emissione di moneta il giorno successivo, e sostituì la Banca di Stato del Marocco. In ottobre, la Banque du Maroc emise una nuova valuta, il dirham marocchino. La legge sulle banche del 21 aprile 1967 ha rafforzato il ruolo della «Banque du Maroc», in particolare nell'ambito della vigilanza bancaria. Nel 1974, la Banque du Maroc iniziò a emettere il centesimo come frazione del dirham, sostituendo il franco.
Nel marzo 1987, la banca adottò il nome di Bank Al-Maghrib.  Nello stesso mese, la banca istituì Dar As-Sikkah, l'unità che sarebbe stata responsabile della stampa delle banconote e del conio delle monete.
Nel luglio 1993 una nuova legge bancaria ha creato un quadro normativo unificato per tutti gli enti creditizi in Marocco. Questa legge ha rafforzato la Banca Al-Maghrib nel suo ruolo di regolamentazione e supervisione degli istituti di credito. Nel mese di ottobre sono state approvate modifiche statutarie alla Banca che ne hanno chiarito il ruolo nella politica monetaria e le hanno conferito una maggiore autonomia.

### Gli anni 2000
Nell'aprile 2003, il re Mohammed VI nominò Abdellatif Jouahri, personaggio noto sulla scena finanziaria marocchina, come wali della Banca Al-Maghrib. Sostituì Mohammed Seqat che ricoprì questa carica dal 1989 al 2003..
Nel 2006, la legge n. 76-03, promulgata dal Dahir n. 1-05-38 del 20 Chaoual 1426 (23 novembre 2005) ha abrogato il Dahir n. 1-59-233 del 23 Hija 1378 (30 giugno 1959), che aveva creato la Banca Al-Maghrib. La nuova legge ha rafforzato l'indipendenza della Banca Al-Maghrib in termini di politica monetaria e ha fornito una base giuridica per la sua responsabilità in materia di sistema dei pagamenti. La nuova legge stabilì la banca come entità giuridica pubblica, controllata dal commissario dei conti, dal commissario del governo e dalla Corte dei Conti. La legge n. 34-03 ha ampliato la giurisdizione del diritto bancario su alcuni istituti impegnati in attività bancarie, ha ridefinito i ruoli del Consiglio nazionale del credito e del Comitato degli istituti di credito, ha rafforzato l'autonomia della Banca Al-Maghrib nella vigilanza bancaria e ha istituito una serie di altre misure riguardanti la protezione dei clienti degli istituti di credito e il trattamento degli istituti di credito in difficoltà.
Il 26 marzo 2017, in seguito alle voci di tangenti concesse da due dipendenti della società KBA-NotaSys in cambio dell'acquisto di stampanti, la Banca Al-Maghrib intraprese un'azione legale contro la società svizzera (già condannata dai tribunali svizzeri per riciclaggio di denaro e corruzione) che stampa denaro in Marocco.
Nell'agosto 2019 ha emesso una nuova banconota da 20 dirham in onore del ventesimo anniversario dell'ascesa al trono di Mohammed VI.
Il 15 novembre 2022 la Banca Al-Maghrib e l'Office des Changes, l'istituto per il commercio estero del Paese, hanno firmato un accordo di partenariato. Mira a stabilire un quadro formale per lo scambio di dati e know-how in settori di interesse comune.
La banca è membro dell'Alliance for Financial Inclusion ed è attiva nella promozione di politiche di inclusione finanziaria.
L'8 settembre 2023, un terremoto di magnitudo 6,8 mw ha colpito la regione di Marrakech-Safi in Marocco.  Una settimana dopo il terremoto, la Banca Al-Maghrib donò 1 miliardo di dirham per le operazioni di soccorso nelle regioni colpite dal sisma.

## Museo
Il museo, situato presso la sede della banca, possiede un'importante collezione numismatica, che copre diverse civiltà dall'antichità ai giorni nostri. Con oltre 30.000 monete, banconote, strumenti monetari e altri oggetti, il museo e la sua galleria d'arte adiacente documentano la storia culturale del denaro di 2.000 anni e la sua rappresentazione artistica nel passato e nel presente del paese. Questa storia è stata presentata in mostre pubbliche nel 2023 e in un catalogo di accompagnamento pubblicato da Bank al-Maghrib.

## Fonte
1. ↑  (EN) Jan Weidner, The Organisation and Structure of Central Banks (PDF), su Katalog der Deutschen Nationalbibliothek, 2017.
2. ↑  (FR) Statut et missions, su BANK AL-MAGHRIB. URL consultato il 29 marzo 2017.
3. ↑  (FR) Magali Chappert, Le Projet français de banque d'État du Maroc, 1889-1906, in Outre-Mers. Revue d'histoire, 1975,  pp. 567-593.
4. ↑  (FR) bulletin officiel n° 758 (PDF), su gazettes.africa, 3 maggio 1927.
5. ↑  (FR) Olivier Feiertag, L'organisation de Bank Al-Maghrib de 1959 à nos jours: l'émergence de la banque centrale au Maroc, in Histoire, économie & société, 2016.
6. ↑  (FR) S.M. le Roi nomme M. Abdellatif Jouahri wali de Bank Al-Maghrib, in Le Matin, 23 aprile 2003. URL consultato il 29 marzo 2017.
7. ↑  (FR) Anciens Gouverneurs, su BANK AL-MAGHRIB. URL consultato il 29 marzo 2017.
8. ↑  (FR) Bank Al-Maghrib poursuit en justice une société suisse d’impression de monnaie, su Yabiladi.com, marzo 2017. URL consultato il 29 marzo 2017.
9. ↑  (FR) Bank Al-Maghrib émet un billet commémoratif du 20e anniversaire de l'intronisation du roi, su Al HuffPost Maghreb, 21 agosto 2019. URL consultato il 22 agosto 2019.
10. ↑  (EN) Jihane Rahhou, Bank Al-Maghrib, Foreign Exchange Office Sign Data Exchange Agreement, su moroccoworldnews. URL consultato il 15 novembre 2022.
11. ↑  (AR) بنك المغرب ومكتب الصرف يوطدان التعاون, su Hespress - هسبريس جريدة إلكترونية مغربية, 15 novembre 2022. URL consultato il 15 novembre 2022.
12. ↑  (EN) AFI members | AFI Global, su afi-global.org. URL consultato il 23 febbraio 2012 (archiviato dall'url originale il 20 febbraio 2012).
13. ↑  (EN) Morocco earthquake: More than 2,000 dead as tremors felt in several regions, in BBC News, 8 settembre 2023. URL consultato l'11 settembre 2023.
14. ↑  (EN) Over 2,000 dead as powerful earthquake hits Morocco near Marrakesh, su aljazeera.com. URL consultato l'11 settembre 2023.
15. ↑  (EN) Safaa Kasraoui, Earthquake Special Fund: Bank Al Maghrib Donates MAD 1 Billion, in Morocco World News, 15 settembre 2023. URL consultato il 16 settembre 2023.
16. ↑  (FR) Musée Bank Al-Maghrib, in Moroccanview. URL consultato il 29 giugno 2024.
17. ↑  (FR) Olivier Rachet, Art et Monnaie: une traversée de l’histoire de l’art au Maroc, su Diptyk Magazine, 24 aprile 2024. URL consultato il 29 maggio 2024.